# Diário de Uma Busca
Diário de Uma Busca é um filme documentário brasileiro de 2010, dirigido por Flávia Castro.
A cineasta investiga as circunstâncias da morte de seu pai, o jornalista Caio Afonso Gay Castro, e do economista Nestor Guimarães Heredia, ambos presos pelo Dops, em 1984.

## Prêmios
- Festival do Rio - Melhor documentário
- Festival de Biarritz - Melhor documentário[4]